# مصدر نقطي
المصدر النقطي هو مصدر محلي واحد يمكن التعرف عليه لشيء ما. للمصدر النقطي قدر ضئيل من التمييز، يميزه عن هندسة المصادر الأخرى. ويطلق على المصادر بأنها مصادر نقطية لأن في النمذجة الرياضية، هذه المصادر عادة ما يمكن أن يقترب باعتباره الرياضية نقطة لتحليل تبسيط.
لا يلزم أن يكون المصدر الفعلي صغيرًا ماديًا، إذا كان حجمه ضئيلًا بالنسبة إلى مقاييس الطول الأخرى. على سبيل المثال، في علم الفلك، تُعامل النجوم بشكل روتيني كمصادر نقطية، على الرغم من أنها في الواقع أكبر بكثير من الأرض.
في فضاء ثلاثي الأبعاد، تنخفض كثافة شيء ما يترك مصدر نقطة بالتناسب مع المربع العكسي للمسافة من المصدر، إذا كان التوزيع متوحد الخواص، ولا يوجد امتصاص أو خسارة أخرى.

## الرياضيات
في الرياضيات، المصدر النقطي هو التفرد الذي ينبعث منه التدفق. غالبًا ما تُستخدم المصادر النقطية الرياضية لتقريب الواقع في الفيزياء والمجالات الأخرى.

## ضوء
بشكل عام، يمكن اعتبار مصدر الضوء مصدرًا نقطيًا إذا كانت دقة أداة التصوير منخفضة جدًا بحيث لا يمكن تحديد الحجم الظاهري للمصدر. هناك نوعان ومصادر للضوء. مصدر نقطي ومصدر موسع.
رياضيا يمكن اعتبار الجسم مصدرا نقطيا إذا كان حجمه الزاوي، {\displaystyle \theta }، أصغر بكثير من قدرة حل التلسكوب: </br> {\displaystyle \theta <<\lambda /D} ، حيث {\displaystyle \lambda } هو الطول الموجي للضوء و{\displaystyle D} قطر التلسكوب.

## الإشعاع الكهرومغناطيسي
موجة راديو المصادر أصغر من الطول الموجي كما تعامل عموما كمصادر نقطة. عادة ما تكون الانبعاثات الراديوية الناتجة عن دائرة كهربائية ثابتة مستقطبة، مما يؤدي إلى إنتاج إشعاع متباين الخواص ومع ذلك، إذا كانت وسط الانتشار بلا خسارة، فإن القدرة الإشعاعية في الموجات الراديوية على مسافة معينة ستظل تختلف كمربع معكوس للمسافة إذا ظلت الزاوية ثابتة في استقطاب المصدر.
يمكن معالجة مصادر أشعة جاما والأشعة السينية كمصدر نقطي إذا كانت صغيرة بما فيه الكفاية. غالباً ما يكون التلوث الإشعاعي والمصادر النووية مصادر ثابتة. هذا له أهمية في الفيزياء الصحية والحماية من الإشعاع .

## إشعاعات أيونية
تستخدم المصادر النقطية كوسيلة لمعايرة أجهزة الإشعاع المؤين. عادة ما تكون كبسولة محكمة الغلق ويتم استخدامها بشكل شائع لأجهزة قياس أشعة جاما والأشعة السينية والبيتا.

## التلوث
غالبًا ما تُعتبر مصادر الأنواع المختلفة للتلوث مصادر أساسية في دراسات التلوث واسعة النطاق.